# Пагон
Па́гон (от греч. πάγος — лёд) — сообщество, совокупность жизнеспособных организмов в средних и нижних слоях льда на поверхности водоёмов. Способность к выживанию многочисленных видов растений и животных обусловлена тем, что даже при низких температурах над верхней поверхностью льда температура воды подо льдом всегда имеет положительную температуру от 0°С до +1°С, в средних и нижних слоях температура не падает ниже -1°С, колебания температуры в этих слоях также незначительны и не превышают десятых долей градуса. Это позволяет в условиях ледяного биотопа организмам сохранять жизнеспособность. Жизнеспособность в пагоне имеет для некоторых видов критическое значение для выживания. Так, исследования начала XXI-ого века показывают, что икра некоторых видов байкальских и сибирских речных сиговых рыб (байкальский сиг, омуль, муксун, чир, ряпушка и др.), нерестящихся осенью, сохраняется в естественных условиях от уничтожения хищниками в основном за счёт способности икры не только сохранять жизнеспособность, но и развиваться в па́гоне.    
Термин па́гон ввёл в научный оборот известный российский и советский гидробиолог С. А. Зернов в 1928 году. В Русском биологическом журнале им была опубликована статья об исследовании его сотрудницами жизнеспособных организмов в слоях льда на мелководных водоёмах. 
В образцах льда были обнаружены разнообразные жизнеспособные организмы:
- растения: Chlorogonium sp., Confervoideae, Hydrocharis, Cariceae, Lemna, Utricularia, Bidens (7 видов);
- простейшие — 34 вида
- черви — 4 вида
- коловратки — 30 видов
- моллюски — 5 видов
- ракообразные — 7 видов
- насекомые — 26 видов
- паукообразные — 4 вида.

Всего в пробах льда с поверхности трёх различных водоёмов было обнаружено 117 различных видов. Все эти организмы либо вернулись к обычной жизнедеятельности после оттаивания, либо развились из зимовавших во льду цист, яиц, зимних почек и т. п.. Видовое разнообразие пагона продолжает изучаться. 
Обычно термин «па́гон» применяют к совокупностям организмов льда пресноводных водоёмов, который имеет значительные отличия от морского льда. Плотный и однородный лёд пресных водоёмов включает организмы в мелкие пузырьки газа или воды и препятствует газообмену в толще, что значительно снижает скорость протекания жизненных процессов организмов. Морской
лёд значительно более рыхлый, может включать значительные объёмы солёной воды с проявлениями активной жизни, поэтому явления пагона в морском льду значительно менее выражены.